# Carl Wilhelm Niederstein
Carl Wilhelm Niederstein (* 11. Januar 1864 in Lüdenscheid; † 1. November 1922) war ein deutscher Reichsgerichtsrat.

## Leben
Sein Vater war der spätere Superintendent Karl Niederstein (1838–1926) und seine Mutter Emilie geb. Wülfing, Tochter eines Tuchfabrikanten in Hückeswagen (1839–1927). Er war das älteste von zehn Kindern. 1886 wurde der Preuße Niederstein vereidigt. 1897 wurde er Landrichter. 1906 ernannte man ihn zum Landgerichtsrat und zum Kammergerichtsrat. 1912 kam er als Hilfsarbeiter zum Reichsgericht in den VII. Zivilsenat. Im November 1913 wurde er in den II. Zivilsenat versetzt. Zum Neujahrstag 1914 wurde Reichsgerichtsrat und kam in den I. Strafsenat. Er war dann im IV. Zivilsenat und  V. Strafsenat tätig. Er verstarb im Amt.
Der Pfarrer und Superintendent Alfred Niederstein (1866–1963), der Pfarrer Wilhelm Niederstein (1871–1952), und der Chirurg und Radiologe Friedrich Niederstein (1875–1947) waren seine Brüder.